# فيرنر إيغرات
فيرنر إيغرات (بالألمانية: Werner Eggerath) (16 مارس 1900 في إلبرفيلد - 16 يونيو 1977 في برلين الشرقية)، كان مؤلفًا وسياسي شيوعي من ألمانيا الشرقية. كان عضواً في حزب الوحدة الاشتراكية الألمانية وأمينه الأول في تورينغن من 21 أبريل 1946 إلى 1947، حيث كان يشغل هذا المنصب في الحزب الشيوعي الألماني قبل اندماجه مع الحزب الديمقراطي الاجتماعي الألماني لإنشاء حزب الوحدة الاشتراكية الألماني في أبريل 1946. بعد أن أصبح وزيراً للداخلية في ولاية تورينغن في مايو 1947، أصبح رئيساً لوزراء الولاية في 9 أكتوبر 1947 وبقي في المنصب حتى 23 يوليو 1952 عندما حُلّت الولاية. عمل إيجراث أيضًا سفيراً لدى رومانيا من 1954 إلى 1957 وكوزير الدولة لشؤون الكنيسة.

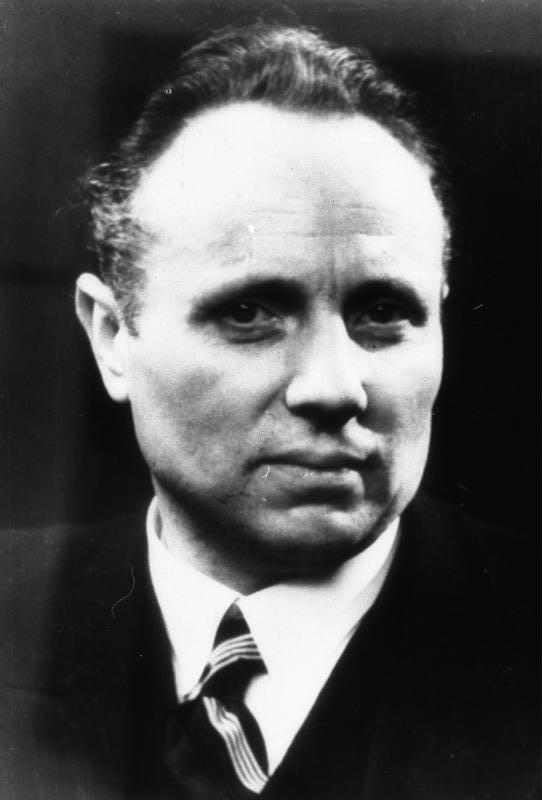
فيرنر إيغرات عام 1950.

## روابط خارجية
- فيرنر إيغرات على موقع مونزينجر (الألمانية)